# Babica dubinka
Babica dubinka (Blennius ocellaris) ili još i slingura dubljinka je riba iz porodice slingurki odnosno babica (Blenniidae). Kako naraste do 20 cm
spada u veće vrste ove familije. Živi na stjenovitom dnu, voli veće dubine, a najčešće na dubinama između 10 i 400 m. Dijeli mnoge zajedničke osobine s ostalim slingurkama: izduljeno golo tijelo, bez ljusaka i sluzavo, veliku glavu, jake čeljusti, kožne izrasline na glavi. Boja joj varira od svijetlo smeđe, ljubičaste, pa do nijansi zelene, cijelo tijelo i glava su prošarani interesantnim šarama. Leđna peraja joj je velika, naročito na prednjem dijelu. Hrani se uglavnom noću, račićima i sitnim životinjicama. Razmnožava se od travnja do srpnja, a mužjaci čuvaju jaja koja se najčešće nalaze na donjem dijelu nekog kamena ili u praznoj ljušturi dagnji.
Obitava na obalama istočnog Atlantika, od Maroka do Francuske, te po cijelom Mediteranu i u Crnom moru.

## Stanište
Babica dubinka je pridnena riba. Živi na raznim dnima, a preferira pjeskovita dna, na 15 do 200 (max. 300) metara dubine, uglavnom između 50 i 200 m.

## Razmnožavanje
Mrijesti se u proljeće. Ženke polažu ikru ispod praznih ljuštura školjaka, kamenja i sl. Ikru čuvaju mužjaci.

## Poveznice
|  | Zajednički poslužitelj ima još gradiva o temi Babica dubinka |
|  | Wikivrste imaju podatke o taksonu Babica dubinka             |